# Алгу
Алгу, Алгуй — пятый хан Чагатайского улуса (1260—1265), сын Байдара, внук Чагатая, правнук Чингис-хана.

## Биография
Во время борьбы за ханский престол между Хубилаем и Ариг-Бугой, последний назначил находившегося в Монголии Алгу правителем Чагатайского улуса и отправил на запад, в родовые владения. Хубилай прервал поставки продовольствия из Китая в Монголию, и Алгу должен был организовать снабжение Каракорума туркестанским хлебом.
Действуя весьма энергично, Алгу привлёк на свою сторону чагатаидов и их приверженцев, в частности, Масуд-бека, сына Махмуда Ялавача, и Сулейман-бека, сына наиба Хабаш-Амида. Правительница улуса Эргэнэ-хатун, вдова Хара-Хулагу, уехала на восток, к Ариг-Буге. Алгу изгнал джучидских наместников из западной части чагатайских владений и подчинил даже земли, ранее не принадлежавшие Чагатаидам, — Хорезм и север Афганистана. Он направил своих представителей в Бухару и Самарканд, до этого подчинявшиеся напрямую каану.
Усилившись, Алгу перешёл на сторону Хубилая и выступил против Ариг-Буги, вытесненного Хубилаем из Монголии к берегам Енисея. Он атаковал поддерживавшего Ариг-Бугу угэдэида Хайду. В 1262 году Алгу удалось разбить авангард Ариг-Буги у озера Сайрам, но весной 1263 года он потерпел поражение в долине Или и бежал в Восточный Туркестан. Войска Ариг-Буги разграбили Илийскую долину и расположились на зимовку в Кульджинском крае. Грабежи вызвали в стране голод, а лошади воинов Ариг-Буги, привыкшие за зиму к пшенице, весной 1264 года стали заболевать от подножного корма и погибать. Большая часть военачальников покинула Ариг-Бугу, и тот, узнав о наступлении Алгу, отправил к нему Эргэнэ-хатун, а сам вернулся к Хубилаю с выражением покорности.
Эргэнэ-хатун стала женой Алгу. После его смерти в 1265 году к власти пришёл сын Эргэнэ Мубарек-шах.